# Cantor (música sacra)

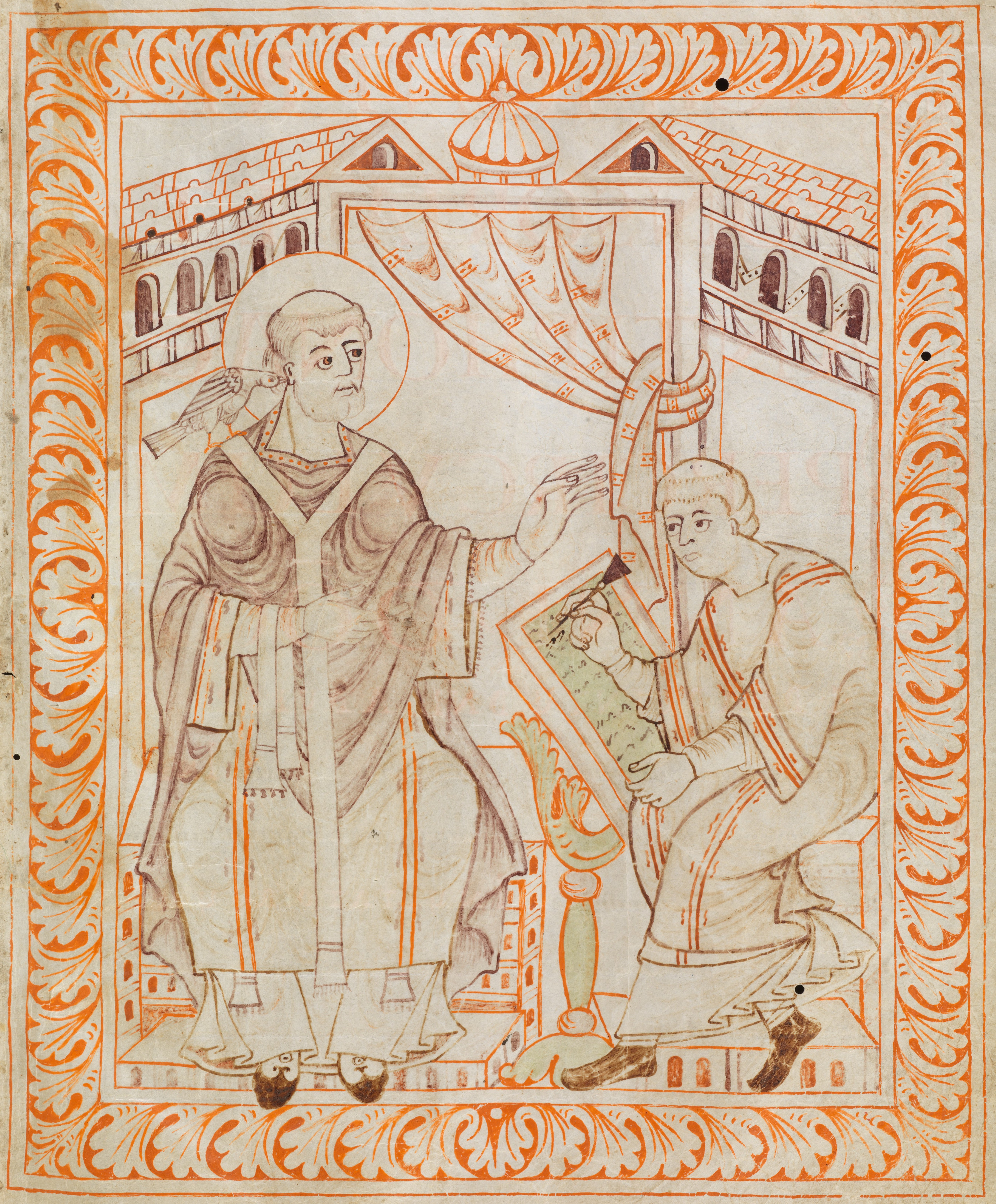
Papa Gregório I ditando os cantos gregorianos (c. 1000) - Antifonário de Hartker do mosteiro de São Galo (Codex Sangallensis 390, p. 13)

No contexto de música sacra, cantor é o vocalista e, geralmente, instrutor, em uma igreja, com responsabilidades pelo coro ou pela equipe de louvor em missa ou louvor, além de ensaios.

## Igreja Católica
Na liturgia católica, o cantor é quem dirige o coro.

## Ortodoxia Grega
Na Ortodoxia Grega, há dois títulos equivalentes ao cantor: o protopsaltes (em grego koiné: Πρωτοψάλτης, transl.: Prо̄topsáltēs; em grego:  Πρωτοψάλτης, transl.: Protopsáltis), que lidera o coro do lado direito da igreja e é a posição mais elevada dentro da hierarquia musical de um templo; e o lampadário, que lidera o coro do lado esquerdo, e sucede o protopsaltes em hierarquia. Ambos os ofícios são considerados ordens menores, utilizando o camelauco.

## Protestantismo
No Protestantismo, o título de kantor sobreviveu à Reforma e se referia ao músico que supervisionava a música em várias igrejas, geralmente atuando como mestre de coro, organista e diretor musical, além ministrar aulas e dirigir coros de escolas secundárias e de se encarrregar da música nos eventos cívicos.Johann Sebastian Bach (Thomaskantor, isto é, diretor musical do Thomanerchor, um célebre coro de meninos fundado em  1212, na cidade de Leipzig) e Georg Philipp Telemann (Hamburgo) foram músicos famosos empregados nesse sistema.

## Cristianismo Evangélico
Em cristianismo evangélico, o  ministério do líder de louvor é dirigir o louvor durante serviço.   Ele também dirige ensaios com a equipe de adoração.  O treinamento em louvor é oferecido em algumas  escolas bíblicas. 